# Комельська
Коме́льська (рос. Комельская) — присілок у складі Лузького району Кіровської області, Росія. Входить до складу Папуловського сільського поселення.
Населення становить 20 осіб (2010, 31 у 2002).
Національний склад станом на 2002 рік — росіяни 97 %.